# Pericles (toneelstuk)

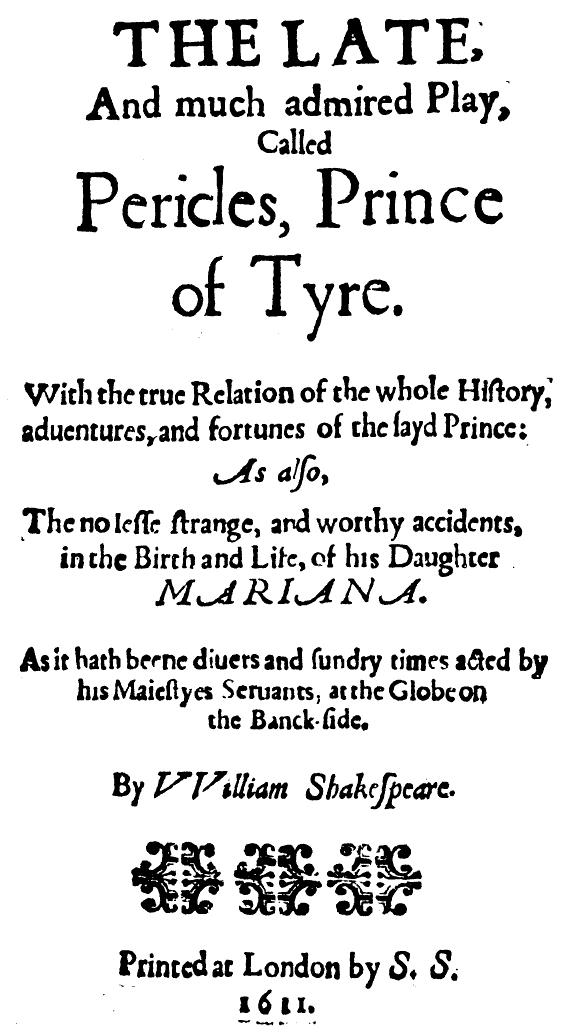
Titelpagina van de 1611 quarto van William Shakespeares stuk Pericles, Prince of Tyre.

Pericles, Prince of Tyre is een toneelstuk dat althans gedeeltelijk door Shakespeare zou zijn geschreven. In de First Folio kwam deze late romance van Shakespeare niet voor, maar tegenwoordig wordt het toch in zijn verzameld werk opgenomen, ook al is het auteurschap niet onbetwist. Moderne uitgevers zijn het er gewoonlijk over eens dat Shakespeare het deel schreef volgend op scène 9, waarin het verhaal van Pericles en Marina wordt verteld. De eerste twee bedrijven over de reizen van Pericles zouden door een minder getalenteerde medewerker of revisor zijn geschreven, mogelijk door een zekere George Wilkins.
Shakespeare schreef Pericles waarschijnlijk omstreeks 1606-1608, dus vrij laat in zijn carrière, na zijn tragedies Hamlet, Macbeth, King Lear en Othello. Met Pericles, een verhaal met schipbreuken, dood gewaande familieleden, raadsels en incestueuze verhoudingen lijkt hij terug te grijpen op de sfeer van werken uit een eerdere periode, zoals The Comedy of Errors.